# 繁城镇 (繁峙县)
繁城镇，是中华人民共和国山西省忻州市繁峙县下辖的一个乡镇级行政单位。2021年5月，撤销杏园乡，整建制并入繁城镇。以原杏园乡和原繁城镇的行政区域为繁城镇的行政区域。

## 行政区划
繁城镇下辖以下地区：
东城街村、南城街村、北城街村、西城街村、西义村、笔峰村、圣水头村、季家庄村、高家庄村、作头村、雁头村、赵家庄村、木瓜沟村、楼岗村、后掌村、魏家窑村、花家台村、三祝村、刁儿泉村、安家山村、罗家山村、艾蒿梁村、明胜村、乔家会村、东峪村、东魏村、西庄村、西魏村、上西庄村、高升寨村、水峪村、南湾村、白堡村、周庄村和麻地沟村。